# Uitgeverij Bonte
Uitgeverij Bonte is een Belgische uitgeverij van strips gevestigd in Brugge. De uitgeverij werd door Peter Bonte opgestart in 1995 met als doel albums te brengen van oude stripreeksen en amateurs. Vanaf 2010 is de uitgeverij gestart met het digitaal aanbieden van strips op de iPad onder de naam "Stripdatabank".
Naast de albums onderhoudt de uitgeverij ook het populaire stripforum 'De Getekende Reep' en dvd-rom 'De StripDatabank'. De online rechten van 'De StripDatabank' werden in 2009 doorverkocht aan de online catalogus Catawiki.nl, die hierop verdergebouwd heeft. Op onregelmatige tijdstippen verschijnen nog steeds updates voor de dvd-romversie.

## Auteurs
- Bob Mau
- Marc Sleen
- Marc Scherbateyev
- Gilbert Declercq
- Jean-Pol
- Eddy Paape
- François Craenhals
- Tom Bouden
- Eric De Rop
- Jeff Broeckx

- Karel Verschuere
- Buth
- Edward De Rop
- Frank Sels
- Dick Vlottes
- Bob De Moor
- Eric van der Heijden
- Ralph Dikmans
- Yan Gevuld

## Reeksen
- Anders-Man
- Benjamin
- De avonturen van Borko
- Bruxman
- De ever & de roos
- De familie Klipper
- Jim Lont
- Jody Barton
- De avonturen van Jolliker
- Kari Lente
- Klavervier
- Kramikske
- Lou Smog
- De Pimpelteentjes
- Pits en Kaliber
- Collectie "Plezante verhalen"
- Rolfke & Rulfke
- De avonturen van Rud Hart
- De avonturen van Rudi
- Suske en Wiske : Parodie
- Thomas Pips
- De nieuwe avonturen van Tijl Uilenspiegel
- Tom Tempo
- Twinstar
- Zilverpijl
- Noordsage
- Herinneringen aan een dode planeet